# Omloop Het Volk 1990
L'Omloop Het Volk 1990, quarantaquattresima edizione della corsa, si svolse il 3 marzo per un percorso di 198 km, con partenza ed arrivo a Gent. Fu vinto dal belga Johan Capiot della squadra TVM-Yoko davanti ai connazionali Edwig Van Hooydonck e Étienne De Wilde.

## Ordine d'arrivo (Top 10)
| Pos. | Corridore           | Squadra             | Tempo    |
| ---- | ------------------- | ------------------- | -------- |
| 1    | Johan Capiot        | TVM-Yoko            | 5h25'00" |
| 2    | Edwig Van Hooydonck | Buckler             | s.t.     |
| 3    | Étienne De Wilde    | Histor-Sigma        | s.t.     |
| 4    | Johan Museeuw       | Lotto-Superclub     | s.t.     |
| 5    | Eddy Planckaert     | Panasonic-Sportlife | s.t.     |
| 6    | Johan Lammerts      | Z                   | s.t.     |
| 7    | Adrie van der Poel  | Weinmann-SMM Uster  | s.t.     |
| 8    | Eric Vanderaerden   | Buckler             | a 55"    |
| 9    | Brian Holm          | Histor-Sigma        | s.t.     |
| 10   | Carlo Bomans        | Weinmann-SMM Uster  | s.t.     |